# إضافة كربون فلزية
تفاعل إضافة الكربون الفلزية هو تفاعل كيميائي يتضمن تفاعل مركبات عضوية فلزية حاوية على الرابطة فلز-كربون (C-M) مع مركب عضوي غير مشبع يحوي على رابطة كربون-كربون من النمط باي لينتج عنه الحصول على مركب يحوي على رابطة كربون-كربون جديدة من النمط سيغما وعلى رابطة فلز-كربون. يخضع هذا المركب الوسطي الناتج إلى تفاعل إضافة محبة للإلكترونات للحصول على مركب عضوي جديد.